# Alexandre Opekouchine
Alexandre Mikhaïlovitch Opekouchine (en russe : Александр Михаилович Опекушин), né le 16 novembre 1838 (28 novembre dans le calendrier grégorien) au village de Svietchkino dans le gouvernement de Iaroslavl et mort le 4 mars 1923 dans sa datcha de Rybnitsy près de Iaroslavl, est un sculpteur académique russe, connu surtout pour sa statue de Pouchkine de la place Pouchkine de Moscou.

## Biographie

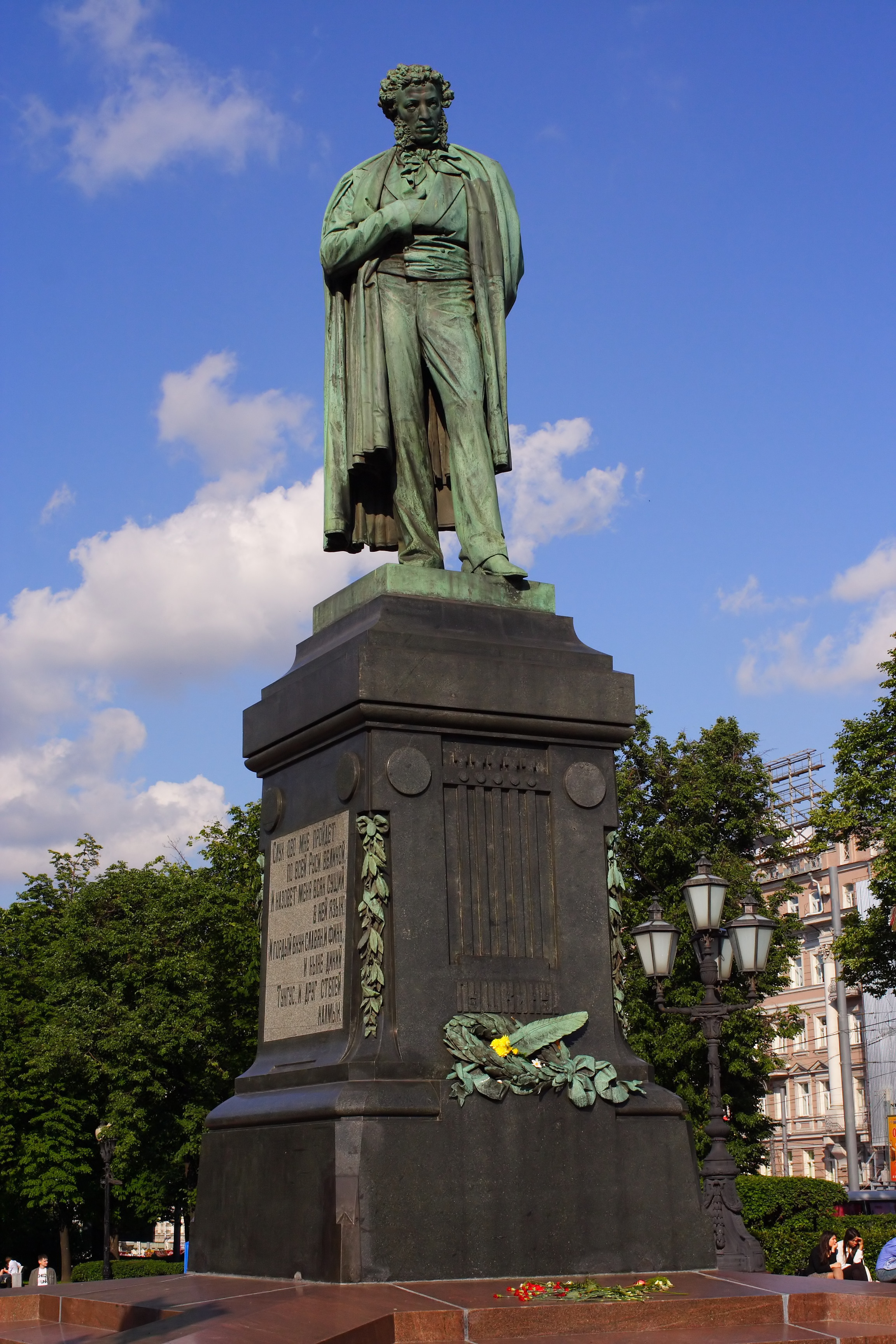
Statue de Pouchkine, place Pouchkine à Moscou

Opekouchine fait son apprentissage à l'école de dessin de la Société d'encouragement des artistes de Saint-Pétersbourg et à l'atelier du sculpteur Jaensen, puis il étudie à l'école de l'académie impériale des beaux-arts de Saint-Pétersbourg. Il reçoit le titre d'artiste hors classe en 1864 grâce à ses esquisses de Bélisaire et d'Amour et Psyché. Il est élevé au titre d'artiste de seconde classe en 1869 et à celui d'artiste de première classe en 1870 et enfin à celui d'académicien en 1874 grâce à un buste du tsarévitch Nicolas et une statue de Pierre le Grand.
Il collabore au début de sa carrière avec Mikhaïl Mikéchine et décore plusieurs palais et hôtels particuliers de la capitale impériale. Sa statue en bronze de Pouchkine inaugurée le 6 juin 1880 est son œuvre la plus connue. Elle est placée au début du boulevard Tverskoï, puis déplacée en face à son emplacement actuel en 1950. Pour l'exposition industrielle panrusse de 1882 qui se déroule à Moscou, il réalise avec Mikechine, selon un projet de Tchitchagov, deux compositions, La Volga et Le Pétrole. Opekouchine est l'auteur d'une statue de bronze d'Alexandre II érigée dans un ensemble monumental au sud du Kremlin inauguré en 1898 (détruite en 1918) et un bronze en 1912 d'Alexandre III à côté de la cathédrale du Christ-Sauveur de Moscou (détruite).
On peut retenir parmi les autres œuvres d'Opekouchine sa statue de Pouchkine à Saint-Pétersbourg (1884), et celle de Kichinev (1885), la statue de Karl Ernst von Baer (1886) à Dorpat (aujourd'hui Tartu), la statue de Mikhaïl Lermontov à Piatigorsk (1889), et celles d'Alexandre II à Częstochowa (1899, détruite) et à Rybinsk (1914, détruite). Elles sont toutes en bronze sur un piédestal de granite.
Opekouchine est tout au long de sa vie un monarchiste convaincu et un orthodoxe fervent. Il jouit d'une grande popularité dans les cercles monarchistes et il est protégé du grand-duc Serge.
Sa datcha de Rybnitsy est aujourd'hui un musée-filiale dépendant du musée d'Art de Iaroslavl.

## Adresse à Saint-Pétersbourg
- 1875-1918: N°52 prospekt (perspective) Kamenoostrovski